# 10-й корпус СС
10-й армійський корпус СС (нім. X. SS-Armeekorps) — військове формування, корпус у складі військ Ваффен-СС, що брав участь у бойових діях під час Другої світової війни.

## Історія
Командування корпусу було створено 25 січня 1945 року на основі штабу XIV армійського корпусу СС. З корпусних частин була створена лише одна рота зв'язку з номером 110. Крім неї до складу корпусу були введені залишки чотирьох армійських дивізій — 5-ї і 8-ї єгерських, 163-ї і 314-ї піхотних. У березні 1945 року частині були знищені в Померанії.

## Райони бойових дій
- Німеччина (Померанія) (січень — березень 1945).

## Командири
- Обергруппенфюрер СС і Генерал Ваффен-СС Еріх фон дем Бах (26 січня — 10 лютого 1945)
- Генерал-лейтенант Гюнтер Краппе (10 лютого — 7 березня 1945)
- Штандартенфюрер СС Герберт Гольц (7 — 8 березня 1945)

## Нагороджені корпусу
Нагороджені корпусу
|  | Кавалери Почесної Відзнаки військ СС «Почесна застібка на орденську стрічку для Сухопутних військ» | 1                |
|  | Кавалери Лицарського хреста Залізного хреста                                                       | 1 непідтверджене |

## Бойовий склад 10-го корпусу СС
- 5-та єгерська дивізія (5. Jäger-Division);
- 8-ма єгерська дивізія (8. Jäger-Division);
- 163-тя піхотна дивізія (163. Infanterie-Division);
- 314-та піхотна дивізія (314. Infanterie-Division);
- Дивізія № 402 (Division Nr. 402).

- 5-та єгерська дивізія;
- 163-тя піхотна дивізія;
- Дивізія № 402.